# Andrew McFarlane
Andrew Ortiz McFarlane (Santa Clara, Califórnia, 30 de maio de 1986) é um ator norte-americano. Interpretou o personagem Tony Honest Jefferson, namorado de Claire Marie Kyle, no seriado americano My Wife and Kids transmitido pela ABC entre março de 2001 e maio de 2005.
Atualmente reside em Los Angeles. É um ator original da Flórida que começou sua carreira como modelo aos doze anos. Rapidamente seus talentos foram se expandindo e viraram trabalho teatral. Em seu tempo livre McFarlene conduz a vida ativa que inclui skateboarding, rollerblading, natação, futebol, biking e golfing.
Na Argentina a série é exibida pelos canais Sony e SBT.
Seu último trabalho é na atual série teen The Secret Life of the American Teenager, como Jason.

## Filmografia
| Filmes      | Filmes                                                 | Filmes                                | Filmes       |
| Ano         | Título                                                 | Papel                                 | Notas        |
| ----------- | ------------------------------------------------------ | ------------------------------------- | ------------ |
| 1998        | Late Show with David Letterman 5th Anniversary Special | Bradley                               | Para TV      |
| 1999        | Hot Boyz                                               | Joseph                                |              |
| 1999        | Simply Irresistible                                    | O poeta                               |              |
| 2000        | Our Lips Are Sealed                                    |                                       |              |
| 2005        | Fellowship                                             | Petey                                 |              |
| 2006        | State's Evidence                                       | Tyrone Johnson                        |              |
| 2009        | Just Peck                                              | Frank                                 |              |
| 2009        | Dance Flick                                            | D                                     |              |
| 2009        | Fault Line                                             |                                       |              |
| Televisão   |                                                        |                                       |              |
| Ano         | Título                                                 | Papel                                 | Notas        |
| 1999 / 1996 | 7th Heaven                                             | Garoto                                | 2 episódios  |
| 2000 / 1998 | Any Day Now                                            | Carver Washington                     | 4 episódios  |
| 2000 / 1999 | The Amanda Show                                        | Nick                                  | 2 episódios  |
| 2000        | The King of Queens                                     | Eddie                                 | 1 episódio   |
| 2000        | ER                                                     | Jesse Robbins                         | 2 episódios  |
| 2001        | Danny                                                  | K.C.                                  | 1 episódio   |
| 2001        | The Bernie Mac Show                                    | Michael                               | 1 episódio   |
| 2002        | One on One                                             | Keith                                 | 1 episódio   |
| 2002        | Greetings from Tucson                                  | Keith                                 | 1 episódio   |
| 2002        | Off Centre                                             | Nathan (jovem)                        | 1 episódio   |
| 2002        | The West Wing                                          | Anthony Marcus                        | 4 episódios  |
| 2003        | Lizzie McGuire                                         |                                       | 1 episódio   |
| 2005 / 2001 | My Wife and Kids                                       | Roger (T.1 E.9) Tony Honest Jefferson | 30 episódios |
| 2006        | The Jake Effect                                        | Ajay                                  | 1 episódio   |
| 2009 / 2008 | The Secret Life of the American Teenager               | Jason                                 | 7 episódios  |